# Sistema
Un sistema és qualsevol conjunt d'elements en interacció, és a dir, un grup de parts en interacció que funcionen com un tot i que és distingible del seu entorn a través d'uns límits o fronteres reconegudes. Pot ser material o conceptual. La teoria de sistemes s'esforça en trobar regles generals sobre el comportament dels sistemes materials.
El funcionament d'un sistema depèn de la manera com estan relacionades les seves parts o elements de forma que si alguna part o element és afegida, suprimida o modificada cal esperar que el funcionament del sistema sigui diferent. El que distingeix un sistema d'una col·lecció inconnexa d'elements és el fet que les propietats del sistema no s'explica per la suma de les seves parts sinó que les relacions establertes produeixen uns resultats diferents als resultats esperables dels elements presos individualment.
Aquest punt de vista holista es fa evident, per exemple si es considera que un rellotge no té les mateixes propietats que la col·lecció inconnexa de les seves components. Un equip de futbol o la qualitat d'un sistema de so no s'explica només pels elements individuals que en formen part sinó per la qualitat de cadascun dels elements integrats en un tot. Si algun dels elements falla la qualitat del conjunt es ressent. D'aquestes observacions, uns científics van concloure que els sistemes presenten propietats emergents que no es poden deduir dels nivells d'organització inferiors.

## Concepte de sistema
La noció de «sistema» en el seu sentit modern es remunta al segle xviii. El Traité des systèmes d'Étienne Condillac va donar la següent definició el 1749:
| « | (francès) le système est ce qui permet à l'esprit humain de saisir l'enchaînement des phénomènes | (català) el sistema és el que permet a la ment humana captar la seqüència dels fenòmens | » |

Assenta les bases d'un concepte que tindrà un desenvolupament excepcional en el camp de les ciències exactes, després en tots els camps del coneixement. Els sistemes no existeixen a la natura, sinó que són projeccions de la ment humana per a la modelització i l'anàlisi de fenòmens naturals.
El concepte de sistema és la base de camps científics com la cibernètica, que al concepte de «caixa negra», només amb entrades i sortides, afegeix la noció de «bucle de retroalimentació» de les sortides a les entrades. En les ciències humanes, segons André Comte-Sponville, un sistema és «un conjunt d'idees que es consideren en la seva coherència més que en la seva veritat».
El caràcter universal del concepte ha portat els investigadors a voler desenvolupar una teoria general de sistemes (L. von Bertalanffy, 1949), un programa molt ambiciós, que és sobretot un marc conceptual per a aplicacions concretes en els diferents camps científics.

## Etimologia
"Sistema" és un mot que en català prové del llatí systēma, provinent del grec antic σύστημα (sýstēma), significant reunió o conjunt. Aquesta arrel és comuna en altres llengües provinents d'Europa incloent l'anglès i el danès (system), el francès (système), el portuguès, el gallec, el basc, el castellà, l'italià i el lituà (sistema), l'escocès (seestem), el neerlandès (systeem), l'alemany (System), el babarès (Sysdem), l'eslovac i el txec (systém), el bosnià, el turc i l'azerbaianès (sistem), el serbi i el macedoni (Систем), el búlgar, l'ucranià, el baixtir i el rus (система) i el belarús (Сістэма).

## Història
Segons Marshall McLuhan,

"Sistema" significa "alguna cosa a mirar. Has de tenir un gradient visual molt alt per tenir sistematització. Però en filosofia, abans de Descartes, no hi havia sistema. Plató no tenia “sistema”. Aristòtil no tenia "sistema".

En el segle xix, el físic francès Nicolas Léonard Sadi Carnot, que va estudiar termodinàmica, va ser pioner en el desenvolupament del concepte de "sistema" en les ciències naturals. El 1824 va estudiar el sistema que va anomenar la "substància de treball" (típicament un cos de vapor d'aigua) a la màquina de vapor, pel que fa a la capacitat del sistema per realitzar treball quan se li aplica calor. La substància de treball es podria posar en contacte amb una caldera, un dipòsit fred (un corrent d'aigua freda) o un pistó (sobre el qual el cos de treball podria treballar empenyent-lo). En 1850, el físic alemany Rudolf Clausius va generalitzar aquesta imatge per incloure el concepte d'entorn (sistemes) i va començar a utilitzar el terme "cos de treball" en referir-se al sistema.
El biòleg Ludwig von Bertalanffy es va convertir en un dels pioners de la teoria general de sistemes. El 1945 va introduir "models, principis i lleis que s'apliquen a sistemes generalitzats o les seves subclasses, independentment del seu tipus particular, la naturalesa dels seus elements components i la relació o 'forces' entre ells".
Norbert Wiener i Ross Ashby, els qui van ser pioners en l'ús de les matemàtiques per estudiar sistemes, van dur a terme un desenvolupament significatiu en el concepte de "sistema".
En la dècada de 1980 John Henry Holland, Murray Gell-Mann i altres van encunyar el terme sistema adaptatiu complex a l'Institut de Santa Fe interdisciplinari.

## Classificació
Hi ha diferents maneres de classificar els sistemes. Segons la complexitat es distingeix entre sistemes simples i complexos. La complexitat està en funció del nombre d'elements interconnectats, del nombre de relacions establertes entre els elements i del nombre i característiques dels processos interns establerts en el sistema.
En el cas d'un sistema complex com un ecosistema, el nombre d'elements del sistema (organismes, poblacions, factors físics i químics ambientals…) és força elevat, les relacions entre els elements són molt abundants i variades (de depredació, competència, simbiosi…) i els processos interns del sistema (del cicle de la matèria, flux d'energia…) són també diversos. Una mena de sistema complex és el sistema dit autopoiètic. Es defineix com un sistema que és capaç de reproduir-se per si mateix. Les cèl·lules o els organismes són sistemes autopoiètics. D'entre els sistemes complexos també es parla de sistemes complexos autoadaptatius o autoorganitzats. Són sistemes que tenen una certa capacitat d'adaptar-se a situacions canviants del seu entorn. Els ecosistemes, molts sistemes socials i els organismes són exemples d'aquesta mena de sistemes.
Si es considera el seu nivell de clausura els sistemes se'ls classifica en sistemes oberts i tancats segons presentin o no intercanvis amb l'exterior del sistema (de matèria, energia i informació -veure sistema dissipatiu). La major part dels sistemes del món real són sistemes oberts. Els sistemes naturals i socials per exemple estan en relació amb d'altres de la mateixa o de diferent dimensió, naturalesa i nivell de jerarquia.
També se'ls pot classificar segons la seva naturalesa en sistemes físics, naturals i socials.

## Anàlisi
Hi ha molts tipus de sistemes que es poden analitzar tant quantitativament com qualitativament. Per exemple, en una anàlisi de la dinàmica dels sistemes urbans, A.W. Steiss va definir cinc sistemes que es creuen, inclòs el subsistema físic i el sistema de comportament. Per als models sociològics influenciats per la teoria de sistemes, sistemes de Kenneth D. Bailey definits en termes de conceptual, concret, i sistemes abstractes, ja sigui aïllat, tancat, o obert. Walter F. Buckley va definir els sistemes en sociologia en termes de mecànica, orgànic i models de processos. Bela H. Banathy va advertir que per a qualsevol investigació sobre un sistema, la comprensió del seu tipus és crucial, i va definir "natural" i "dissenyat", i així com sistemes artificials. Per exemple, els sistemes naturals inclouen sistemes subatòmics, sistemes vius, el Sistema Solar, galàxies i l'Univers, mentre que els sistemes artificials els sistemes inclouen estructures físiques fetes per lhome, híbrids de sistemes naturals i artificials, i coneixement conceptual. Els elements humans d'organització i funcions s'emfatitzen amb els sistemes abstractes i les representacions corresponents.
Els sistemes artificials tenen inherentment un gran defecte: s'han de basar en un o més supòsits fonamentals sobre els quals es construeix el coneixement addicional. Això està en estricta alineació amb els teoremes d'incompletitud de Gödel. El sistema artificial pot definir-se com un "sistema formalitzat consistent que conté aritmètica elemental". Aquestes suposicions fonamentals no són inherentment perjudicials, però per definició s'han d'assumir com a veritables, i si són realment falses, aleshores el sistema no és tan estructuralment integral com se suposa (és a dir, és evident que si l'expressió inicial és falsa, aleshores el sistema artificial no és un "sistema formalitzat consistent"). Per exemple, a geometria això és molt evident en la postulació de teoremes i l'extrapolació de proves.
George J. Klir va sostenir que cap "classificació és completa i perfecta per a tots els propòsits", i va definir els sistemes com a abstractes, els sistemes físics reals i conceptuals, acotats i sistemes il·limitats, discrets a continus, de polsos a sistemes híbrids, etc. Les interaccions entre els sistemes i els seus entorns es classifiquen com a relativament tancats i sistemes oberts. Sembla molt improbable que hi pugui haver un sistema absolutament tancat o, si existís, que pogués ser conegut per l'home. També s'han fet distincions importants entre els sistemes "durs"–de naturalesa tècnica i susceptibles de mètodes com enginyeria de sistemes, investigació d'operacions i anàlisi de sistemes quantitatius– i sistemes "tous" que involucren persones i organitzacions, comunament associats amb conceptes desenvolupats per Peter Checkland i Brian Wilson a través de Metodologia de sistemes tous (SSM) que involucra mètodes com investigació d'acció i èmfasi en la participació dissenys on els sistemes durs poden identificar-se com a més "científics", la distinció entre ells és sovint difícil d'assolir.

## Sistemes físics
Les màquines i artefactes humans són sistemes físics dels que es poden construir models sovint deterministes que poden donar lloc a la predicció del futur a través d'equacions matemàtiques. La mecànica de Newton aplicada al sistema solar per exemple permet fer prediccions sobre la posició precisa dels planetes en el futur. D'entre els sistemes físics podem distingir els sistemes de naturalesa estocàstica com ara un sistema físic simple format per un globus ple de gas en el que els elements canvien de posició contínuament. Les molècules del gas presenten una energia cinètica que fa que xoquin unes amb les altres i amb la paret del globus. A través d'equacions de tipus estadístic i de les lleis de la termodinàmica es pot preveure quina serà la situació del conjunt d'elements del sistema en el futur.

## Sistemes biològics o naturals
A la natura es poden descobrir sistemes naturals a diferents nivells, com per exemple sistemes bioquímics, cèl·lules, individus, poblacions, comunitats, ecosistemes o la biosfera. Aquests sistemes són més difícils de modelitzar de forma precisa, ja que són força complicats. Els models tenen però la capacitat de mostrar tendències.

## Sistemes socials
Aquesta organització complexa de sistema es pot evidenciar també en els sistemes socials (empreses, institucions, ciutats, sistemes de ciutats, etc.). En aquests sistemes s'estableixen relacions, regulacions, mecanismes i processos que regulen el seu funcionament.
D'entre els sistemes socials, els sistemes de presa de decisions o sistemes de gestió són fonamentals per al bon funcionament de qualsevol organització. Una empresa per exemple, es pot concebre com un sistema que conté altres sistemes amb unes funcions determinades. El sistema empresa té establerts (sub)sistemes interns (de gestió de la seguretat, de la qualitat, de la informació, de la gestió ambiental…) que presenten cadascun una organització pròpia, una estructura i uns processos que permeten la consecució dels seus objectius propis dins del sistema més general de l'empresa. En els sistemes socials es posen en joc, a més d'elements materials, elements del sistema de naturalesa immaterial (idees, valors, normatives…).